# Château neuf
 (août 2024).
Si vous disposez d'ouvrages ou d'articles de référence ou si vous connaissez des sites web de qualité traitant du thème abordé ici, merci de compléter l'article en donnant les références utiles à sa vérifiabilité et en les liant à la section « Notes et références ».
La majorité des petites villes de France actuelles sont nées au Moyen Âge, à l'abri d'un castrum nouvellement bâti (par opposition aux anciennes cités gallo-romaines). On en retrouve la trace dans le nom des lieux.
Pour connaître le succès, le centre urbain ainsi créé doit occuper un site favorable aux activités économiques : le fond d'un estuaire, la présence d'un gué ou d'un pont, le contact de la plaine et de la forêt.
Au fil des ans, les nouveaux venus ne s'installent plus dans la vieille ville ni, a fortiori, dans le château. Ils bâtissent leurs maisons, qui sont en même temps leur atelier et leur boutique, au pied de la muraille, près des portes. C'est ce que l'on appelle le bourg, ou faubourg, souvent doté par le seigneur d'un statut particulier. Il se développe autour d'une place où se tient le marché, puisque le commerce et l'artisanat sont les raisons d'être de la nouvelle communauté.
Lorsque les habitants sont assez nombreux et dès que leur richesse le leur permet, ceux-ci obtiennent du seigneur le droit d'élever une palissade puis une véritable muraille. L'enceinte primitive est alors démolie et la vieille ville se fond alors dans la nouvelle. L'essor urbain est ainsi marqué par une série d'enceintes concentriques que le tracé des rues ou des boulevards reflète encore de nos jours.

## Autres modes d'établissement
À côté des nouveaux castrum coexistent au Moyen Âge d'autre types de cités où s'établir :
- Les vieilles villes gallo-romaines abritées derrière leur murailles, peuplées jusque-là de clercs au service de l'évêque ou de paysans qui allaient travailler chaque jour hors des murs

- Les riches abbayes présentent également une alternative, les artisans trouvent leur clientèle parmi les pèlerins qui s'y pressent.

- Le Sud-Ouest voit également l'établissement de bastides, villages fortifiés autour d'une église et d'une place organisée en arcades et de mottes féodales, localement appelées tuc.